# Partit de la Societat Democràtica
El Partit de la Societat Democràtica (en turc: Demokratik Toplum Partisi, DTP) fou un partit polític kurd de Turquia considerat socialdemòcrata; fou el successor del DEHAP.
Fou fundat el 2005 per la fusió del DEHAP i el Moviment de la Societat Democràtica de Leyla Zana; la fusió es va acordar el 17 d'agost de 2005 i es va fer efectiva el 9 de novembre de 2005. El desembre del 2005 el DEHAP era oficialment il·legalitzat quan ja el DTP ocupava el seu lloc. DTP fou dirigit a més de per Leyla Zana, per Orhan Doğan, Hatip Dicle, Selim Sadak, Ahmet Türk i Aysel Tuğluk.
El partit com a tal no va participar en les eleccions legislatives i els seus membres van concórrer com independents per evitar el topall del 10% nacional imposat a qualsevol partit. Vint membres del partit (incloent-hi 8 dones) foren així elegits a la gran assemblea nacional: 
- Batman: Ayla Akat Ata, Bengi Yıldız
- Bitlis: Mehmet Nezir Karabaş
- Diyarbakır: Aysel Tuğluk, Selahattin Demirtaş, Gültan Kışanak
- Hakkari: Hamit Geylani
- Iğdır: Pervin Buldan
- İstanbul: Sebahat Tuncel
- Mardin: Ahmet Türk, Emine Ayna
- Muş: Sırrı Sakık, Nuri Yaman
- Siirt: Osman Özçelik
- Şanlıurfa: İbrahim Binici
- Şırnak: Sevahir Bayındır, Hasip Kaplan
- Tunceli: Şerafettin Halis
- Van: Fatma Kurtulan, Özdal Uçer

L'electe per Istanbul, Sebahat Tuncel, estava empresonada quan fou elegida, i era jutjada acusada de pertànyer al Partit dels Treballadors del Kurdistan (PKK) considerat terrorista pels turcs. Hamit Geylani no va poder formar part del grup parlamentari perquè tenia restringits els seus drets polítics. Akın Birdal es va unir al DTP per permetre al partit arribar als 20 diputats que permetien formar grup.
El 9 de novembre de 2007 van assolir la direcció Nurettin Demirtaş i Emine Ayna però el primer fou empresonat al desembre i després va renunciar el maig del 2008; llavors la direcció única va passar a Emine Ayna, diputat per Mardin, i després fou cap del grup parlamentari quan va dimitir Ahmet Turk. El juliol del 2008 aquest darrer va tornar a la direcció del partit.
Quan es van celebrar les eleccions locals el 2009 el DPT ja tenia en total 54 alcaldes: 
- Província de Diyarbakır: 	12 de 32, incloent-hi la capital i 6 capçaleres de districte (de 13)
- Província de Mardin 8 32 	incloent 5 dels 9 districtes
- Província de Batman 	5 de 12 incloent la captal i 2 districtes de 5
- Província de Şırnak 5 de 20 	incloent la capital i 4 districtes de 7
- Província de Muş 4 de 28 	amb 3 districtes de 9
- Província d'Hakkari 4 de 8 	incloent la capital i dos districtes de 3
- Província de Şanlıurfa 4 de 26 amb 3 districtes
- Província de Siirt 	2 de 13 incloent 1 districte
- Província d'Adana Province 	2 de 53
- Província de Tunceli 1 de 10 	(Tunceli ciutat).
- Província d'Ağrı 1 de 12 	(district of Doğubeyazıt)
- Tenia 1 municipalitat a les següents províncies: Adıyaman, Aydın, Iğdır, Kars, Konya i Van.

A les eleccions del 2009 el DTP va aconseguir també nombrosos alcaldes entre els quals els més importants foren els de:
- Diyarbakır (municipalitat metropolitana), amb el 65,58%
- Batman 	65,43%
- Hakkari 	78,97%
- Iğdır 	39,62%
- Siirt 	49,43%
- Şırnak 	53,75%
- Tunceli 	30,00%
- Bingol 	34,28%
- Van 	53,54%

Per haver demanar la llibertat d'Abdullah Ocalan Apo i no condemnar explícitament al PKK, el partit fou acusat d'activitats contra la unitat de l'estat, el país i la nació i conforme al demanat, fou declarat il·legal per la cort constitucional turca formada per nacionalistes conservadors d'ètnica turca (11 de desembre de 2009) per activitats contra la "unitat indissoluble de l'estat, el país i la nació". Els parlamentaris foren expulsats dels seus escons i 35 membres van rebre condemnes de 5 anys en què no podien realitzar activitats polítiques (entre aquestos Ahmet Türk, Leyla Zana, Aysel Tuğluk, Hüseyin Kalkan, Nurettin Demirtaş, Orhan Miroğlu, Hüseyin Bektaşoğlu, Abdulkadir Fırat, Abdullah İsnaç, Ahmet Ay, Ahmet Ertak, Ali Bozan, Ayhan Ayaz Aydın, Budak Ayhan Karabulut, Bedri Fırat, Cemal Kuhak, Deniz Yeşilyurt, Ferhan Türk, Fettah Dadaş, Üzen Halit Kahraman, Hatice Adıbelli, Hilmi Aydoğdu, İbrahim Sungur, İzzet Belgel, Kemal Aktaş, Mehmet Salih, Sağlam Mehmet, Veysi Dilekçi, Metin Tekçe, Murat Avcı, Murat Taş, Musa Farisoğulları, Mustafa Tuç, Nejdet Atalay Sedat Yurttaş i Salim Sadak). La Unió Europea va demanar a Turquia al mateix dia revisar la seva legislació sobre partits polítics. La cort constitucional es va emparar en una altra prohibició que afecta a les llibertats individuals: la il·legalització d'Herri Batasuna a Espanya.
Els membres del partit es van unir al Partit de la Pau i la Democràcia format poc abans.